# 非番
非番（ひばん）とは、警察や消防、鉄道、自衛隊の一部の部隊で行われている当番勤務（鉄道では「泊まり勤務」と呼ばれる）明けの日のことである。暦日としては勤務時間が割り振られていることから週休日ではないが、勤務明け後の日勤の時間帯は勤務時間外となるため、こうした呼称となっている。

## 概要
ほとんどの道府県の警察署の交番・パトカー勤務の地域警察官の勤務体制は三交替制となっている（警視庁の地域警察官は四交替制）ほか、ほとんどの消防署の勤務体制は、二交替制又は三交替制となっている。この交替制は、24時間勤務（当番）を何班で順次交替するか、という観点からの呼び方である。三交替制においては、職員を三班に分け、当番を、第1班－第2班－第3班と繰り返していくことにより、毎日、いずれかの班が、当番勤務を担当する。
警察及び消防においては、24時間の即応体制を敷くことが必要であることから、こうした勤務体制となっている。
ただし、「24時間勤務」といっても、当該24時間の中には、深夜帯における仮眠時間を含めた休憩時間が含まれていることから、正規の勤務時間は、2日分（ほとんどの場合7時間45分×2日＝15時間30分）である。
また、通常、24時間勤務は第一日目の朝（多くの場合は8時30分）から翌日の朝（多くの場合は8時30分）までであることから、第2日目は朝に勤務時間が終了し、日勤の場合の勤務時間中（多くは午前8時30分から午後5時15分）は勤務から解放されていることから「非番」という呼称が使われている。
地方公務員である警察官や消防士に対しては労働基準法が適用されることから、同法の規定どおり、週休日は午前0時から午後12時までの暦日24時間に勤務時間が割り振られないことが必要であり、「非番」日は朝までの時間帯に勤務時間が割り振られていることから、週休日とはならない。
一方で、地方公務員である警察官や消防士に対しては、各地方公共団体の勤務時間条例に基づいて勤務時間と週休日が割り振られなければならないが、現在、ほとんどの地方公共団体においては、1日の勤務時間が7時間45分、1週間の勤務時間が38時間45分、週休日は1週あたり2日とされている。このため、この規定に基づいて勤務時間と週休日を割り振る必要がある。

### 三交替制のシフト例
当番－非番－週休日を繰り返す三交替制では、これを単純に3週間繰り返した場合、週休日が7日となり、本来必要な週休日（6日＝1週間あたり2日×3週間）に比べ、1日多くなる。このため、3週間の基本パターン中の週休日の1日を、日勤とする（この結果、勤務時間も1週間あたり38時間45分となる）。
例えば、次のようになる。
| 1    | 2    | 3      | 4    | 5    | 6      | 7    | 8    | 9      | 10   | 11   | 12     | 13   | 14   | 15   | 16   | 17   | 18     | 19   | 20   | 21     |
| 月   | 火   | 水     | 木   | 金   | 土     | 日   | 月   | 火     | 水   | 木   | 金     | 土   | 日   | 月   | 火   | 水   | 木     | 金   | 土   | 日     |
| 当番 | 非番 | 週休日 | 当番 | 非番 | 週休日 | 当番 | 非番 | 週休日 | 当番 | 非番 | 週休日 | 当番 | 非番 | 日勤 | 当番 | 非番 | 週休日 | 当番 | 非番 | 週休日 |

### 二交替制のシフト例
一方、小規模な消防署などで採用されている二交替制では、二班に分かれた職員が、お互いに当番－非番を繰り返し、毎日当番者を配置する。この場合、各班内で各人の週休日が4週間で8日となるように、週休日を連続2日割り振られる職員を順次配置することにより、週休日を確保している。（4週間28日中に、14回ある当番－非番のうち、4回を週休日2日とする。結果勤務日は20日となり、週あたり勤務時間は38時間45分となる。）
例えば、次のようなる。
| 1    | 2    | 3    | 4    | 5    | 6    | 7      | 8      | 9    | 10   | 11   | 12   | 13     | 14     | 15   | 16   | 17   | 18   | 19   | 20   | 21     | 22     | 23   | 24   | 25   | 26   | 27     | 28     |
| 月   | 火   | 水   | 木   | 金   | 土   | 日     | 月     | 火   | 水   | 木   | 金   | 土     | 日     | 月   | 火   | 水   | 木   | 金   | 土   | 日     | 月     | 火   | 水   | 木   | 金   | 土     | 日     |
| 当番 | 非番 | 当番 | 非番 | 当番 | 非番 | 週休日 | 週休日 | 当番 | 非番 | 当番 | 非番 | 週休日 | 週休日 | 当番 | 非番 | 当番 | 非番 | 当番 | 非番 | 週休日 | 週休日 | 当番 | 非番 | 当番 | 非番 | 週休日 | 週休日 |

この結果、この2交替制では、各班の当番日において、各班の一部の職員が順次週休者となる。
こうした当番勤務の場合、当番勤務の開始時間と終了時間を同一とすると、正規の勤務時間内に業務引継の時間が確保されないことから、東京消防庁などでは、勤務の終了時間を8時40分として、10分間の業務引継時間を確保している（当番勤務時間中の休憩時間を10分間多くしている）。

### 四交替制のシフト例
警視庁の交番勤務を行う地域警察官で採用されている四交替制では、日勤（警視庁の用語では第一当番）－当番（警視庁の用語では第二当番）－非番－週休日を繰り返すが、当番日の勤務時間は第1日目の15時30分から第2日目の10時30分までの19時間であり、この中に、日勤2日分の15時間30分の勤務時間と、3時間30分の休憩時間が割り振られている。このシフトを単純に7回繰り返す場合、4週間で週休日が7日となるため、日勤の1日が週休日となる。
例えば、次のようになる。
| 1    | 2    | 3    | 4      | 5    | 6    | 7    | 8      | 9    | 10   | 11   | 12     | 13   | 14   | 15   | 16     | 17   | 18   | 19   | 20     | 21     | 22   | 23   | 24     | 25   | 26   | 27   | 28     |
| 月   | 火   | 水   | 木     | 金   | 土   | 日   | 月     | 火   | 水   | 木   | 金     | 土   | 日   | 月   | 火     | 水   | 木   | 金   | 土     | 日     | 月   | 火   | 水     | 木   | 金   | 土   | 日     |
| 日勤 | 当番 | 非番 | 週休日 | 日勤 | 当番 | 非番 | 週休日 | 日勤 | 当番 | 非番 | 週休日 | 日勤 | 当番 | 非番 | 週休日 | 日勤 | 当番 | 非番 | 週休日 | 週休日 | 当番 | 非番 | 週休日 | 日勤 | 当番 | 非番 | 週休日 |

この場合、正規の勤務時間内に業務引継の時間が確保される。

### その他
「非番」の用語法は、交替制勤務の看護師についても使われることがあるが、この場合、三交替制の深夜勤務明けの日が「非番」日となる。（二交替制の場合は夜勤明けの日）
警察官や消防士の「24時間勤務」については、その24時間のうちに休憩時間が割り振られ、深夜帯の休憩時間については仮眠の時間も含まれるが、この「休憩時間」については、労働基準法施行規則第33条により、労働基準法第34条第3項の休憩時間の自由利用の原則の適用が除外されている。
なお、日常用語的には、週休日を含めて「非番」と称する例も多い。